# 우위페이
우위페이(중국어 간체자: 吴羽霏, 병음: Wú Yûfēi, 한자음: 오우비, 2000년 7월 28일 ~ )는 중국의 아이돌이며, GNZ48 Team G의 일원이다.